# Georg Poensgen
Georg Poensgen (* 7. Dezember 1898 in Düsseldorf; † 11. Januar 1974 in Heidelberg) war ein deutscher Kunsthistoriker und Direktor des Kurpfälzischen Museums Heidelberg.

## Familie

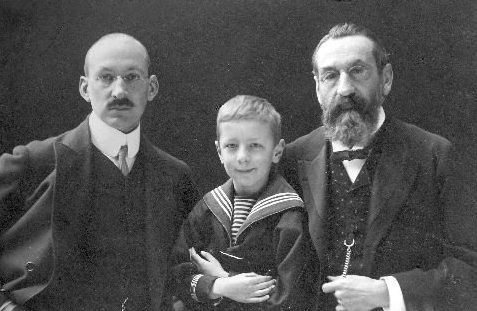
Georg mit Vater Ernst und Großvater Carl Poensgen, um 1903

Georg Poensgen stammt von der weit verbreiteten Eifeler Unternehmerfamilie Poensgen ab, die seit Mitte des 15. Jahrhunderts im Raum Schleiden als Reidemeister Eisenhütten betrieb. Einige Linien waren nach Düsseldorf gezogen und dort maßgeblich am Aufbau der rheinischen Eisen-, Stahl- und Röhrenindustrie beteiligt. Georg Poensgen war der Sohn des Düsseldorfer Industriellen Ernst Poensgen und seiner Ehefrau Elisabeth Cohnitz (1876–1917). Er war seit 1934 verheiratet mit Emma Elisabeth Agnes Hübner (1898–1980), Tochter des Hamburger Rohgummiwarenhändlers und Versicherungsunternehmers Gustav Friedrich Hübener und Emma Hübener, geb. Hotte. Die Ehe blieb kinderlos. In erster Ehe war Emma Hübner seit 1919 mit Georgs Vetter Friedrich Cohnitz verheiratet, welcher 1929 verstarb. Die Söhne aus erster Ehe von Emma Poensgen verstarben als Soldaten 1943 in Stalingrad bzw. 1944 in Italien, die Tochter war 1926 geboren.

## Leben und Wirken
Im Gegensatz zu den von Tätigkeiten in der Industrie geprägten Familienmitgliedern – wie beispielsweise seinem Großvater Carl und seinem Vater Ernst Poensgen sowie den weiteren in Düsseldorf lebenden Verwandten Carl Rudolf Poensgen oder Helmuth Poensgen – entschied sich Georg Poensgen nach dem Gymnasium für ein Studium der Kunstgeschichte. Von 1908 bis 1912 hatte Alfred Sohn-Rethel, Sohn der befreundeten Malerfamilie, als Ziehkind wie ein Bruder im Haus verbracht. Georg Poensgen studierte von 1919 bis 1920 in Heidelberg, anschließend bis 1922 in Freiburg, danach bis 1924 in München und kam dann wieder nach Freiburg, wo er noch im gleichen Jahr zum Dr. phil. promovierte. Poensgen war nach seiner Promotion von 1924 bis 1925 als Volontär am Staatlichen Kupferstichkabinett Dresden tätig und von 1925 bis 1927 an den Staatlichen Museen in Berlin. Von 1928 bis 1945 war er Assistent bei der Verwaltung der Staatlichen Schlösser und Gärten in Berlin. Während dieser Zeit richtete er unter anderem im Jagdschloss Grunewald eine Galerie mit 182 Gemälden ein und verlieh dem Schloss mit Möbeln aus dem 17. bis 19. Jahrhundert einen „wohnlichen Charakter“.

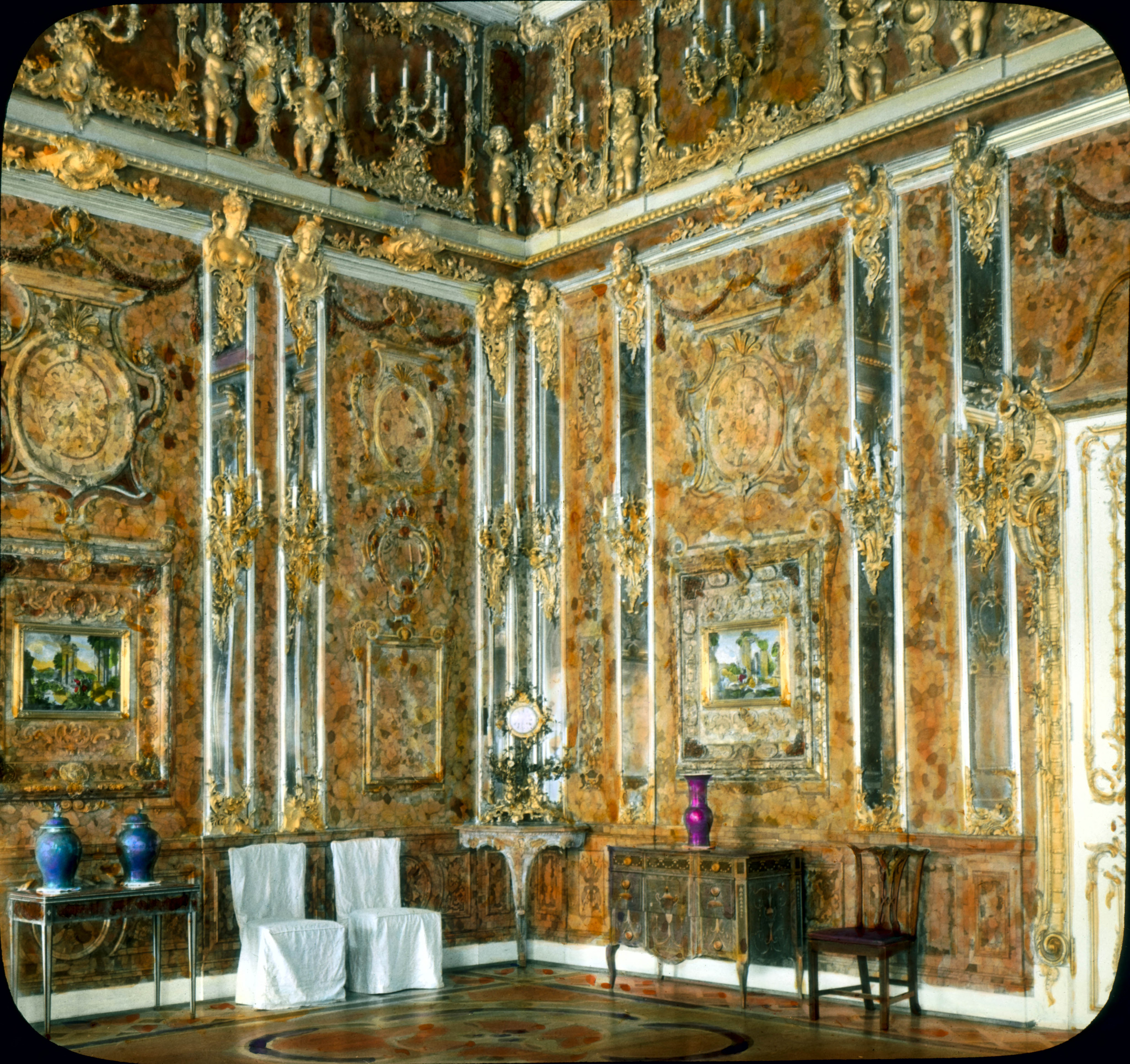
Das Bernsteinzimmer im Jahr 1931 (1941 nach Königsberg gebracht)

Georg Poensgen war während des Zweiten Weltkrieges in seiner Eigenschaft als Beutegut- und Sammeloffizier (Kunstschutzoffizier) dem Chef der Heeresmuseen Hermann Lorey unterstellt und war als Hauptmann zusammen mit dem Kunsthistoriker und Rittmeister Ernstotto zu Solms-Laubach in der frühen Phase des Krieges gegen die Sowjetunion im Jahr 1941 für die Sicherstellung diverser hochwertiger Kunstgegenstände wie Möbel, Porzellan, Gemälde und Kronleuchter zuständig, insbesondere für die Wandverkleidung des legendären Bernsteinzimmers des Berliner Stadtschlosses, welches sich seit dem Jahr 1716 als Geschenk des preußischen Königs Friedrich Wilhelm I. an den russischen Zaren Peter den Großen im Katharinenpalast in Sankt Petersburg befand. Diese demontierte Poensgen unter Aufsicht von Solms-Laubach innerhalb von 36 Stunden, verpackte sie in 27 Kisten und ließ sie nach Königsberg transportieren, wo sie der im Königsberger Schloss ausgestellten Prussia-Sammlung übergeben wurde. (Die Beschlagnahmung wird auch als Kunstraub interpretiert.)
Seit 1948 lebte und arbeitete Poensgen in Heidelberg und war dort bis zu seiner Pensionierung 1964 Direktor des Städtischen Kurpfälzischen Museums. Die Universität Heidelberg ernannte Georg Poensgen wegen seiner Verdienste und seiner Verbundenheit zur Universität zu ihrem Ehrensenator und Ehrenbürger. Nach seiner Pensionierung erwarb er im Jahr 1964 eine stattliche Villa, die er der Universität vermachte und die heute ein Gäste- und Konferenzhaus der Universität ist. Darüber hinaus errichtete Georg Poensgen – gemeinsam mit seiner Ehefrau Emma Poensgen – durch Testament von 1972 eine Stiftung, die den Namen Georg und Emma Poensgen-Stiftung trägt. Zweck dieser Stiftung ist die Unterbringung alter bedürftiger Menschen vor allem aus geistigen und künstlerischen Berufen; hierzu betreibt die Stiftung derzeit ein Seniorenwohnheim in Hamburg-Lohbrügge.
Während seiner Berufsjahre schrieb Poensgen mehr als 50 Publikationen, vor allem über die Kunstgeschichte verschiedener Schlösser und über deren Kunstschätze, aber auch über viele Künstler und Kunstausstellungen.

## Veröffentlichungen (Auswahl)
- 1929: Schloss Babelsberg. Berlin, 72 Seiten mit 46 Abb.
- 1930: Die Bauten Friedrich Wilhelms IV. in Potsdam. Berlin, 32 Seiten und 19 Abb.
- 1931: Schinkel und wir, in: Bauwelt 22. Jg. (1931), S. 357–360 mit 10 Abb.
- 1931: Das Schinkel-Museum im Prinzessinen-Palias, in: Kunst und Künstler Jg. (1931), S. 318–321 mit 6 Abb.
- 1947 (zusammen mit Georg und Siegfried Lauterwasser): Madonnen am Bodensee. Erstausgabe Werner Wulff, Ueberlingen
- 1951: Der Bodensee, ein Spiegel abendländischer Kunst (Deutsche Lande – Deutsche Kunst). Berlin (2. Auflage 1964, 3. Auflage 1975)
- 1953: Die Ausstellung „Heidelberger Universität“ im Kurpfälzischen Museum, Ruperto Carola 5. Jg., Nr. 11/12 (Dez. 1953), S. 27–39
- 1955: Heidelberg (Deutsche Lande – Deutsche Kunst). Berlin
- 1956 (als Herausgeber): Ottheinrich. Gedenkschrift zur vierhundertjährigen Wiederkehr seiner Kurfürstenzeit in der Pfalz (1556–1559). (Sonderband Ruperto-Carola). Heidelberg
- 1967: Kunstschätze in Heidelberg, aus dem Schloss, den Kirchen und den Sammlungen der Stadt. Erläuterungen zu den Bildern von Anneliese Seeliger-Zeiss. München 1967